# Функция делителей

Функция делителей от σ_{0}(n) до n = 250

Сигма-функция от σ_{1}(n) до n = 250

Сумма квадратов делителей, от σ_{2}(n), до n = 250

Фу́нкция дели́телей — арифметическая функция, связанная с делителями целого числа. Функция известна также под именем фу́нкция диви́зоров.
Применяется, в частности, при исследовании связи дзета-функции Римана и рядов Эйзенштейна для модулярных форм. Изучалась Рамануджаном, который вывел ряд важных равенств в модульной арифметике и арифметических тождествах.
С этой функцией тесно связана суммирующая функция делителей, которая, как следует из названия, является суммой функции делителей.

## Определение
Функция «сумма положительных делителей» {\displaystyle \sigma _{z}(n)} для вещественного или комплексного числа {\displaystyle n} определяется как сумма {\displaystyle z}-х степеней положительных делителей числа n.
Функцию можно выразить формулой
{\displaystyle \sigma _{z}(n)=\sum _{d|n}d^{z}\,\!,}
где {\displaystyle {d|n}} означает «d делит n».
Обозначения d(n), ν(n) и τ(n) (от немецкого Teiler = делитель) используются также для обозначения σ0(n), или функции числа делителей
.
Если z равен 1, функция называется сигма-функцией или суммой делителей,
и индекс часто опускается, так что σ(n) эквивалентна σ1(n).
Аликвотная сумма s(n) для n — это сумма собственных делителей (то есть всех делителей, за исключением самого n, и равна σ1(n) − n. Аликвотная последовательность для n образуется последовательным вычислением аликвотной суммы, то есть каждое последующее значение в последовательности равно аликвотной сумме предыдущего значения.

## Примеры
Например, σ0(12) — количество делителей числа 12:
{\displaystyle {\begin{aligned}\sigma _{0}(12)&=1^{0}+2^{0}+3^{0}+4^{0}+6^{0}+12^{0}\\&=1+1+1+1+1+1=6,\end{aligned}}}
в то время как σ1(12) — сумма всех делителей:
{\displaystyle {\begin{aligned}\sigma _{1}(12)&=1^{1}+2^{1}+3^{1}+4^{1}+6^{1}+12^{1}\\&=1+2+3+4+6+12=28,\end{aligned}}}
и аликвотная сумма s(12) собственных делителей равна:
{\displaystyle {\begin{aligned}s(12)&=1^{1}+2^{1}+3^{1}+4^{1}+6^{1}\\&=1+2+3+4+6=16.\end{aligned}}}

## Таблица значений
| n  | Делители     | σ0(n) | σ1(n) | s(n) = σ1(n) − n | Комментарии                                                                  |
| -- | ------------ | ----- | ----- | ---------------- | ---------------------------------------------------------------------------- |
| 1  | 1            | 1     | 1     | 0                | квадрат: значение σ0(n) нечётно; степень 2: s(n) = n − 1 (почти совершенное) |
| 2  | 1,2          | 2     | 3     | 1                | простое: σ1(n) = 1+n, так что s(n) =1                                        |
| 3  | 1,3          | 2     | 4     | 1                | простое: σ1(n) = 1+n, так что s(n) =1                                        |
| 4  | 1,2,4        | 3     | 7     | 3                | квадрат: σ0(n) нечётно; степень 2: s(n) = n − 1 (почти совершенное)          |
| 5  | 1,5          | 2     | 6     | 1                | простое: σ1(n) = 1+n, так что s(n) =1                                        |
| 6  | 1,2,3,6      | 4     | 12    | 6                | первое совершенное число: s(n) = n                                           |
| 7  | 1,7          | 2     | 8     | 1                | простое: σ1(n) = 1+n, так что s(n) =1                                        |
| 8  | 1,2,4,8      | 4     | 15    | 7                | степень 2: s(n) = n − 1 (почти совершенное)                                  |
| 9  | 1,3,9        | 3     | 13    | 4                | квадрат: σ0(n) нечётно                                                       |
| 10 | 1,2,5,10     | 4     | 18    | 8                |                                                                              |
| 11 | 1,11         | 2     | 12    | 1                | простое: σ1(n) = 1+n, так что s(n) =1                                        |
| 12 | 1,2,3,4,6,12 | 6     | 28    | 16               | первое избыточное число: s(n) > n                                            |
| 13 | 1,13         | 2     | 14    | 1                | простое: σ1(n) = 1+n, так что s(n) =1                                        |
| 14 | 1,2,7,14     | 4     | 24    | 10               |                                                                              |
| 15 | 1,3,5,15     | 4     | 24    | 9                |                                                                              |
| 16 | 1,2,4,8,16   | 5     | 31    | 15               | квадрат: σ0(n) нечётно; степень 2: s(n) = n − 1 (почти совершенное)          |

Случаи {\displaystyle x=2}, {\displaystyle x=3} и так далее входят в последовательности
A001157, A001158, A001159,
A001160, A013954, A013955 …

## Свойства
Для целых, не являющихся квадратами, каждый делитель d числа n имеет парный делитель n/d, а значит, {\displaystyle \sigma _{0}(n)} всегда чётно для таких чисел.
Для квадратов один делитель, а именно {\displaystyle {\sqrt {n}}}, не имеет пары, так что для них {\displaystyle \sigma _{0}(n)} всегда нечётно.
Для простого числа p,
{\displaystyle {\begin{aligned}\sigma _{0}(p)&=2\\\sigma _{0}(p^{n})&=n+1\\\sigma _{1}(p)&=p+1\end{aligned}}}
поскольку, по определению, простое число делится только на единицу и самого себя. Если pn# означает праймориал, то
{\displaystyle \sigma _{0}(p_{n}\#)=2^{n}}

Ясно, что {\displaystyle 1<\sigma _{0}(n)<n} и {\displaystyle \sigma (n)>n} для всех {\displaystyle n>2}.
Функция делителей мультипликативна, но не вполне мультипликативна.
Если мы запишем
{\displaystyle n=\prod _{i=1}^{r}p_{i}^{a_{i}}},
где r = ω(n) — число простых делителей числа n, pi — i-й простой делитель, а ai — максимальная степень pi, на которую делится n, то
{\displaystyle \sigma _{x}(n)=\prod _{i=1}^{r}{\frac {p_{i}^{(a_{i}+1)x}-1}{p_{i}^{x}-1}}},
что эквивалентно:
{\displaystyle \sigma _{x}(n)=\prod _{i=1}^{r}\sum _{j=0}^{a_{i}}p_{i}^{jx}=\prod _{i=1}^{r}(1+p_{i}^{x}+p_{i}^{2x}+\cdots +p_{i}^{a_{i}x}).}
Если положить x = 0, получим, что d(n) равно:
{\displaystyle \sigma _{0}(n)=\prod _{i=1}^{r}(a_{i}+1).}
Например, число n = 24 имеет два простых делителя — p1 = 2 и p2 = 3.
Поскольку 24 — это произведение 23×31, то a1 = 3 и a2 = 1.
Теперь мы можем вычислить {\displaystyle \sigma _{0}(24)}:
{\displaystyle {\begin{aligned}\sigma _{0}(24)&=\prod _{i=1}^{2}(a_{i}+1)\\&=(3+1)(1+1)=4\times 2=8.\end{aligned}}}
Восемь делителей числа 24 — это 1, 2, 4, 8, 3, 6, 12, и 24.
Заметим также, что s(n) = σ(n) − n. Здесь s(n) обозначает сумму собственных делителей числа n, то есть делителей, за исключением самого числа n.
Эта функция используется для определения совершенности числа — для них s(n) = n. Если s(n) > n, n называется избыточным, а если s(n) < n, n называется недостаточным.
Если n — степень двойки, то есть {\displaystyle n=2^{k}}, то {\displaystyle \sigma (n)=2\times 2^{k}-1=2n-1,} и s(n) = n — 1, что делает n почти совершенным.
Как пример, для двух простых p и q (где p < q), пусть
{\displaystyle n=pq.}
Тогда
{\displaystyle \sigma (n)=(p+1)(q+1)=n+1+(p+q),}
{\displaystyle \phi (n)=(p-1)(q-1)=n+1-(p+q),}
и
{\displaystyle n+1=(\sigma (n)+\phi (n))/2,}
{\displaystyle p+q=(\sigma (n)-\phi (n))/2,}
где φ(n) — функция Эйлера.
Тогда корни p и q уравнения:
{\displaystyle (x-p)(x-q)=x^{2}-(p+q)x+n=x^{2}-[(\sigma (n)-\phi (n))/2]x+[(\sigma (n)+\phi (n))/2-1]=0}
можно выразить через σ(n) и φ(n) :
{\displaystyle p=(\sigma (n)-\phi (n))/4-{\sqrt {[(\sigma (n)-\phi (n))/4]^{2}-[(\sigma (n)+\phi (n))/2-1]}},}
{\displaystyle q=(\sigma (n)-\phi (n))/4+{\sqrt {[(\sigma (n)-\phi (n))/4]^{2}-[(\sigma (n)+\phi (n))/2-1]}}.}
Зная n и либо σ(n), либо φ(n) (или зная p+q и либо σ(n), либо φ(n)) мы легко можем найти p и q.
В 1984 году Хиз-Браун (Roger Heath-Brown) доказал, что
{\displaystyle \sigma _{0}(n)=\sigma _{0}(n+1)}
встречается бесконечно много раз.

## Связь с рядами
Два ряда Дирихле, использующие функцию делителей:
{\displaystyle \sum _{n=1}^{\infty }{\frac {\sigma _{a}(n)}{n^{s}}}=\zeta (s)\zeta (s-a),}
и при обозначении d(n) = σ0(n) получим
{\displaystyle \sum _{n=1}^{\infty }{\frac {d(n)}{n^{s}}}=\zeta ^{2}(s),}
и второй ряд,
{\displaystyle \sum _{n=1}^{\infty }{\frac {\sigma _{a}(n)\sigma _{b}(n)}{n^{s}}}={\frac {\zeta (s)\zeta (s-a)\zeta (s-b)\zeta (s-a-b)}{\zeta (2s-a-b)}}.}
Ряд Ламбера, использующий функцию делителей:
{\displaystyle \sum _{n=1}^{\infty }q^{n}\sigma _{a}(n)=\sum _{n=1}^{\infty }{\frac {n^{a}q^{n}}{1-q^{n}}}}
для любого комплексного |q| ≤ 1 и a.
Эта сумма появляется также в рядах Фурье для рядов Эйзенштейна и в инвариантах эллиптических функций Вейерштрасса.

## Асимптотическая скорость роста
В терминах о-малое функция делителей удовлетворяет неравенству (см. стр. 296 книги Апостола)
для всех {\displaystyle \epsilon >0,\quad d(n)=o(n^{\epsilon }).}
Северин Вигерт дал более точную оценку
{\displaystyle \limsup _{n\to \infty }{\frac {\log d(n)}{\log n/\log \log n}}=\log 2.}
С другой стороны, ввиду бесконечности количества простых чисел,
{\displaystyle \liminf _{n\to \infty }d(n)=2.}
В терминах О-большое, Дирихле показал, что средний порядок функции делителей удовлетворяет следующему неравенству (см. теорему 3.3 книги Апостола)
для всех {\displaystyle x\geq 1,\sum _{n\leq x}d(n)=x\log x+(2\gamma -1)x+O({\sqrt {x}}),}
где {\displaystyle \gamma } — постоянная Эйлера — Маскерони.
Задача улучшить границу {\displaystyle O({\sqrt {x}})} в этой формуле — это проблема Дирихле о делителях
Поведение сигма-функции неравномерно. Асимптотическую скорость роста сигма-функции можно выразить формулой:
{\displaystyle \limsup _{n\rightarrow \infty }{\frac {\sigma (n)}{n\,\log \log n}}=e^{\gamma },}
где lim sup — верхний предел.
Этот результат является теоремой Грёнвалла (Grönwall), опубликованной в 1913 году.
Его доказательство использует третью теорему Мертенса, которая утверждает, что
{\displaystyle \lim _{n\to \infty }{\frac {1}{\log n}}\prod _{p\leq n}{\frac {p}{p-1}}=e^{\gamma },}
где p — простое.
В 1915 году Рамануджан доказал, что при выполнении гипотезы Римана неравенство
{\displaystyle \ \sigma (n)<e^{\gamma }n\ln \ln n} (неравенство Робина)
выполняется для всех достаточно больших n.
В 1984 году Гай Робин доказал, что неравенство верно для всех n ≥ 5041 в том и только в том случае, если гипотеза Римана верна.
Это теорема Робина и неравенство стало широко известно после доказательства теоремы. Наибольшее известное число, нарушающее неравенство — это n=5040.
Если гипотеза Римана верна, то нет чисел, больших этого и нарушающих неравенство.
Робин показал, что в случае ошибочности гипотезы существует бесконечно много чисел n, нарушающих неравенство, и известно, что наименьшее из таких чисел n ≥ 5041 должно быть сверхизбыточным числом.
Было показано, что неравенство выполняется для больших нечётных свободных от квадратов чисел, и что гипотеза Римана эквивалентна выполнению неравенства для всех чисел n, делящихся на пятую степень простого числа
Джефри Лагариас (Jeffrey Lagarias) в 2002 году доказал, что гипотеза Римана эквивалентна утверждению
{\displaystyle \sigma (n)\leq H_{n}+\ln(H_{n})e^{H_{n}}}
для любого натурального n, где {\displaystyle H_{n}} — n-е гармоническое число.
Робин доказал, что неравенство
{\displaystyle \ \sigma (n)<e^{\gamma }n\ln \ln n+{\frac {0.6483\ n}{\ln \ln n}}}
выполняется для n ≥ 3 без каких-либо дополнительных условий.